# Clarence Lagoon (Tasmanien)
Die Clarence Lagoon ist ein See im Zentrum des australischen Bundesstaates Tasmanien.
Der See liegt südlich des Walls-of-Jerusalem-Nationalparks. Aus ihm entsteht der Clarence River.